# Mavinkurve, Bhatkal
Mavinkurve là một làng thuộc tehsil Honnavar, huyện Uttar Kannad, bang Karnataka, Ấn Độ.